# Alexa Kenin
Alexa Jordan Kenin (16 de febrero de 1962 – 10 de septiembre de 1985) fue una actriz estadounidense, conocida por realizar múltiples actuaciones de reparto en la década de los ochenta, incluyendo Little Darlings (1980), Honkytonk Man (1982) y Pretty in Pink (1986), la cual fue lanzada después de su muerte.

## Carrera
Kenin nació en Nueva York. Sus padres se divorciaron cuando era apenas una niña, y su madre, la actriz Maya Kenin, se casó nuevamente con el actor John Ryan. Kenin empezó a actuar a una tremprana edad y ganó su primer papel como actriz de reparto en el programa de televisión de 1972 The House Without a Christmas Tree, protagonizada por Jason Robards y Lisa Lucas. A los diez años, se le ofreció el papel de Regan MacNeil en El Exorcista. Kenin rechazó la oferta, siendo finalmente Linda Blair la elegida para representar a la niña víctima de una posesión demoníaca.
En 1977, Alexa apareció en la obra de teatro Landscape of the Body, y en la producción Elusive Angel. En diciembre de 1980, interpretó a "Libby" en la gira de I Ought to Be in Pictures, junto a Bill Macy y Patricia Harty.
A los 17 años, Kenin y su madre se mudaron a la ciudad de Los Ángeles, luego del divorcio de su madre con John Ryan. Kenin ingresó en la Escuela Superior de Beverly Hills mientras continuaba con su carrera actoral. En 1979, hizo parte de la comedia de la CBS Co-Ed Fever. La serie fue cancelada luego del primer episodio, al no obtener la repercusión esperada. Al año siguiente, coprotagonizó la comedia juvenil Little Darlings, junto a Kristy MacNichol y Tatum O'Neal. 
En 1982, Kenin protagonizó algunos episodios de las series The Facts of Life y Gimme a Break!.  El mismo año, en la película Honkytonk Man, protagonizada por Clint Eastwood, representó el papel de una joven cantante que aspiraba llegar la ciudad de Nashville para iniciar su carrera musical. Una de las últimas apariciones de Kenin se dio en la película de John Hughes Pretty in Pink.

## Fallecimiento
El 10 de septiembre de 1985, el cuerpo de Alexa fue encontrado en su apartamento en Manhattan. La causa de su muerte nunca se publicó en los medios.

## Filmografía
| Año       | Título                             | Rol             | Notas                          |
| --------- | ---------------------------------- | --------------- | ------------------------------ |
| 1972      | The House Without a Christmas Tree | Carla Mae       | Película para TV               |
| 1976–1982 | ABC Afterschool Special            | Varios          | 5 episodios                    |
| 1977      | Off Campus                         | Alexis          | Película para TV               |
| 1978      | The Word                           | Judy Randall    | Miniserie                      |
| 1979      | Co-Ed Fever                        | Mouse           | 6 episodios                    |
| 1980      | Little Darlings                    | Dana            |                                |
| 1980      | A Perfect Match                    | Angel           | Película para TV               |
| 1981      | Word of Honor                      | Beverly         | Película para TV               |
| 1981      | Too Close for Comfort              | Ethel Kadinsky  | Episodio: "Who's Sara Now?"    |
| 1982      | A Piano for Mrs. Cimino            | Karen Cimino    | Película para TV               |
| 1982      | The Facts of Life                  | Jesse           | Episodio: "New York, New York" |
| 1982      | Gimme a Break!                     | C.C.            | Episodio: "Hot Muffins"        |
| 1982      | Honkytonk Man                      | Marlene         |                                |
| 1983      | The Mississippi                    | Francie         | Episodio: "Edge of the River"  |
| 1983      | Princess Daisy                     | Kiki Kavanaugh  | Película para TV               |
| 1986      | Pretty in Pink                     | Jena Hoeman     | Póstuma                        |
| 1989      | Animal Behavior                    | Sheila Sandusky | Póstuma                        |